# Praznov

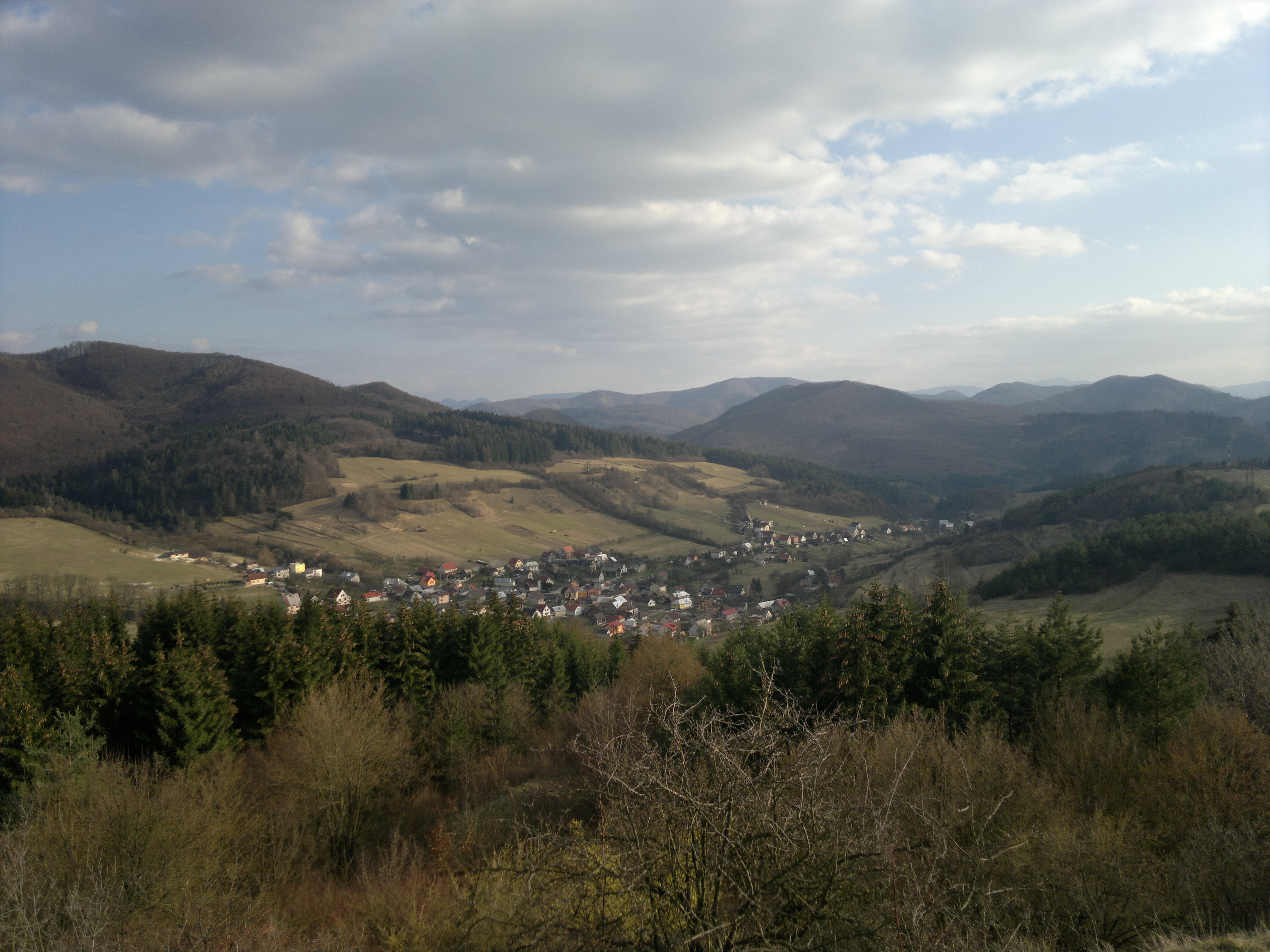
Blick auf Praznov

Praznov (bis 1927 slowakisch Práznov; ungarisch Paraznó – bis 1907 Praznó) ist ein Ort und seit 1980 ein Stadtteil von Považská Bystrica. Er befindet sich im Hügelland Podmanínska pahorkatina am Bach Praznovský potok, einem rechten Zufluss der Domanižanka und liegt vom Stadtzentrum aus etwa 7,4 km entfernt. 2009 hatte der Ort 616 Einwohner.
Die erste urkundliche Erwähnung datiert auf 1414 und lautet Praznoucz. Der Ort war Besitz der Familie Praznovský und später Teil des Herrschaftsguts von Waagbistritz. 1828 hatte die Ortschaft 59 Häuser und 417 Einwohner, die als Landwirte beschäftigt waren.